# Länna socken, Södermanland
Länna socken i Södermanland ingick i Åkers härad, ingår sedan 1971 i Strängnäs kommun och motsvarar från 2016 Länna distrikt.
Socknens areal är 99,88 kvadratkilometer, varav 94,12 land. År 2000 fanns här 793 invånare. Länna bruk samt tätorten och kyrkbyn Merlänna med sockenkyrkan Länna kyrka ligger i socknen.  

## Administrativ historik
Länna socken har medeltida ursprung. 
Vid kommunreformen 1862 övergick socknens ansvar för de kyrkliga frågorna till Länna församling och för de borgerliga frågorna till Länna landskommun. Landskommunen inkorporerades 1952 i Åkers landskommun som 1971 uppgick i Strängnäs kommun. Församlingen uppgick 2002 i Åker-Länna församling.
1 januari 2016 inrättades distriktet Länna, med samma omfattning som församlingen hade 1999/2000.  
Socknen har tillhört län, fögderier, tingslag och domsagor enligt vad som beskrivs i artikeln Åkers härad.  De indelta soldaterna tillhörde Södermanlands regemente, Strängnäs kompani.

## Geografi

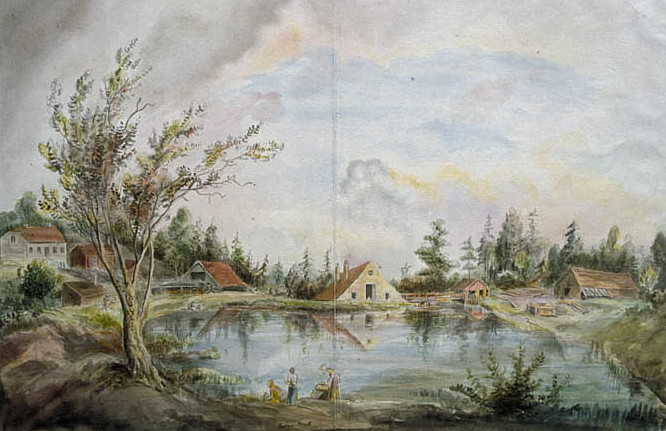
Länna bruk tecknad av Elias Martin på 1790-talet.

Länna socken ligger söder om Strängnäs kring Lännaån och Lännasjön. Socknen har odlingsbygd utmed ån och är i övrigt en kuperad skogsbygd.

## Fornlämningar
Från bronsåldern finns skärvstenshögar. Från järnåldern finns tio gravfält och två fornborgar.

## Namnet
Namnet (1314 Lennum) kommer från en vidsträckt bebyggelse och innehåller län(d)n, 'landningsplats', 'lägga till'. Byn ligger vid Lännasjön.